# Nodubothea zapoteca
Nodubothea zapoteca là một loài bọ cánh cứng trong họ Cerambycidae.